# Васильев, Артём Владимирович
Артём Влади́мирович Васи́льев (бел. Арцём Уладзіміравіч Васільеў; род. 23 января 1997, Минск) — белорусский футболист, нападающий.

## Карьера

### Клубная
Воспитанник школы футбольного клуба «Минск», в 2013 году начал выступать за дубль клуба.
В июне 2014 года главным тренером «Минска» стал Андрей Пышник, который к тому возглавлял дубль. Новый тренер сразу пригласил Васильева вместе с другими молодыми игроками в основную команду. 6 июня 2014 Артём дебютировал в высшей лиге, выйдя на замену на 73-й минуте в матче с «Белшиной» (3:0). 13 сентября 2014 года забил свой первый гол за «Минск», тем самым помог столичному клубу на последних секундах матча вырвать ничью с «Белшиной» (1:1).
В декабре 2014 года отправился на просмотр в бельгийский «Брюгге». По итогам просмотра заинтересовал тренеров бельгийского клуба, но в феврале 2015 года вернулся в состав «Минска». В сезоне 2015 выступал только за дубль, в составе которого забил 15 голов и стал победителем турнира дублёров.
В феврале 2016 года на два года продлил контракт с «Минском». В сезоне 2016 снова стал появляться в основной команде, выходя на замену; всего в чемпионате провёл 9 матчей и забил 2 гола, в Кубке Беларуси — 4 матча и 2 гола. В сезоне 2017 стал чаще привлекаться к основной команде (в чемпионате 12 матчей и 1 гол, в Кубке — 3 матча), при этом продолжая играть за дубль. В апреле и мае 2017 не играл из-за травмы. В сезоне 2018 прочно появлялся в основной команде, в основном выходя на замену. В декабре 2018 года по истечении срока действия контракта покинул «Минск».
В начале 2019 года проходил просмотр в «Витебске», но безуспешно, и в марте вернулся в «Минск». В сезоне 2019 стал чаще появляться в стартовом составе, но с июля не играл из-за травмы. В декабре 2019 года продлил контракт со столичным клубом.
В сентябре 2020 года разорвал контракт с «Минском» и перешёл в «Городею», но сыграл только в одном матче Кубка Беларуси и в одной двухсторонней встрече.
В январе 2021 года он был на просмотре в мозырьской «Славии», но не безуспешно, а вскоре перешел в «Энергетик-БГУ», с которым в феврале подписал контракт. Играл в основном в стартовом составе. В июле 2021 года он покинул столичный клуб и вскоре перешел в дзержинский «Арсенал».
В феврале 2022 года перешёл в рогачёвский «Макслайн». Дебютировал за клуб 16 апреля 2022 года в матче против «Слонима». Дебютный гол за клуб забил 29 мая 2022 года против «Полоцка». Первый гол в Первой Лиге забил 4 июня 2022 года вы матче против «Осиповичей». В октябре 2022 года покинул клуб.

### Статистика
| Сезон | Клуб          | Дивизион | Матчи | Голы |
| ----- | ------------- | -------- | ----- | ---- |
| 2013  | Минск         | дубль    | 21    | 2    |
| 2014  | Минск         | Д1       | 5     | 1    |
| 2015  | Минск         | дубль    | 24    | 15   |
| 2016  | Минск         | Д1       | 9     | 2    |
| 2017  | Минск         | Д1       | 12    | 1    |
| 2018  | Минск         | Д1       | 21    | 1    |
| 2019  | Минск         | Д1       | 13    | 4    |
| 2020  | Минск         | Д1       | 14    | 2    |
| 2020  | Городея       | дубль    | 1     | 0    |
| 2021  | Энергетик-БГУ | Д1       | 15    | 2    |

## Международная карьера
С 2013 года стал привлекаться в юношескую сборную Беларуси.